# Relations entre l'Australie et les États-Unis

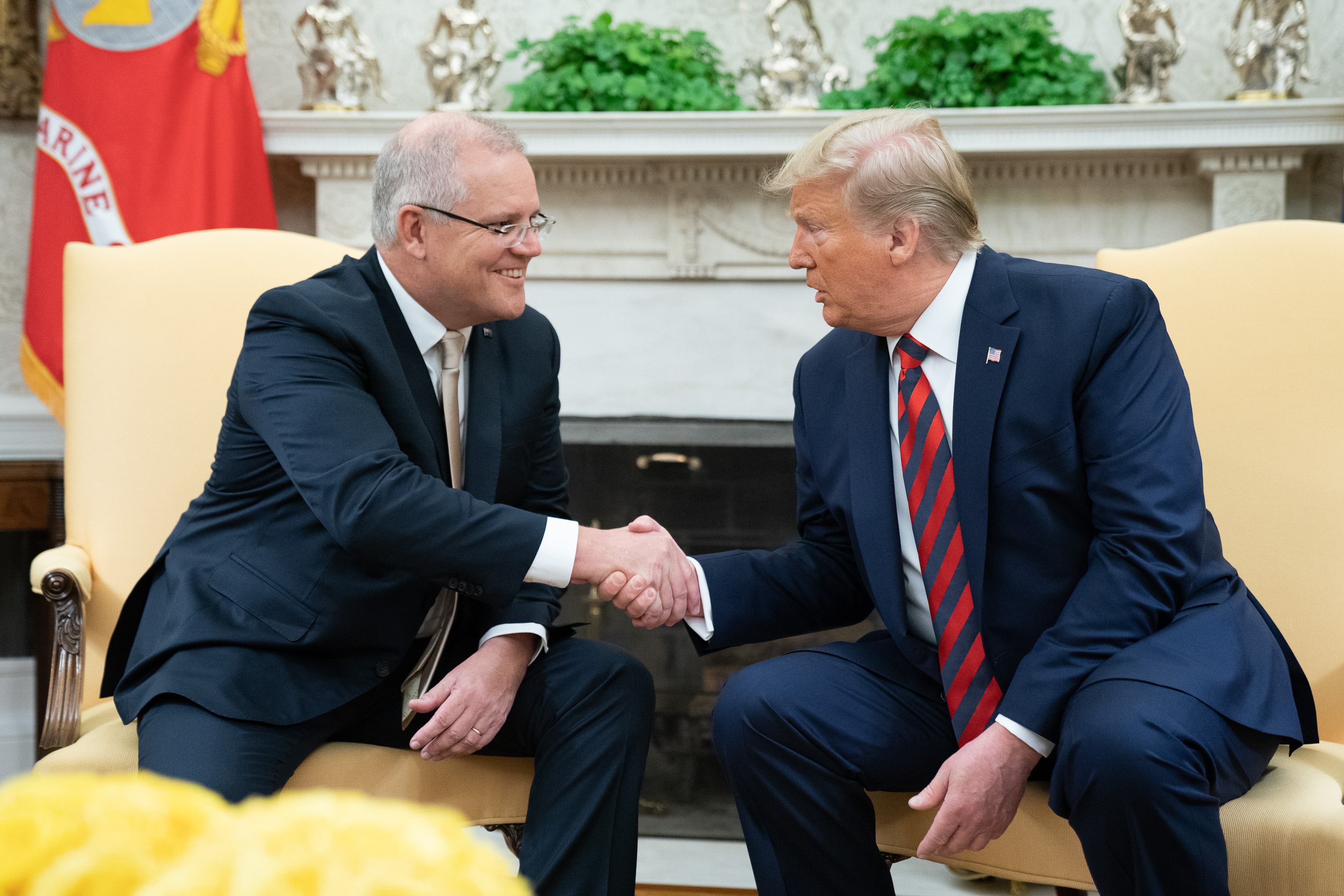
Le Premier ministre australien Scott Morrison avec le président américain Donald Trump se serrant la main à la Maison-Blanche, septembre 2019.

Les relations entre l'Australie et les États-Unis sont les relations internationales entre la monarchie constitutionnelle océanienne et la République nord-américaine. L'Australie et les États-Unis ont officialisés leurs relations diplomatiques grâce à l'alliance de l'OTAN. Sur le plan économique et militaire, ce sont le traité ANZUS et l' Accord de libre-échange Australie-États-Unis qui ont rapproché les deux États. 
Les États-Unis et l'Australie partagent une ascendance et une histoire communes (ayant tous deux été des colonies britanniques). Les deux pays avaient des peuples autochtones qui étaient parfois dépossédés de leurs terres par le processus de colonisation. Les deux États ont également fait partie d'une alliance occidentale d'États dans diverses guerres. Avec trois autres pays anglo-saxons, ils forment l'alliance d'espionnage et de renseignement Five Eyes.
Les États-Unis semblent avoir pris part au renversement du gouvernement travailliste de Gough Whitlam en 1975. Depuis lors, le journaliste John Pilger décrit l'Australie comme « un État vassal sans exception - sa politique, ses agences de renseignement, son armée et une grande partie de ses médias sont intégrés à la "sphère de domination" et aux plans de guerre de Washington. »